# Kajsza Atachanowa
Kajsza Jakubkyzy Atachanowa (kaz. Қайша Якубқызы Атаханова; ur. 18 lipca 1957 w Karagandzie) – kazachska biolożka specjalizująca się w badaniu wpływu radiacji na zmiany genetyczne.
Urodziła się w Karagandzie. Jej ojciec był górnikiem i weteranem II wojny światowej.
Ukończyła biologię na Państwowym Uniwersytecie w Karagandzie i zajęła się badaniem wpływu na środowisko odpadów promieniotwórczych w Kazachstanie na przykładzie żab. Prowadziła badania na poligonie nuklearnym w Semipałatyńsku, gdzie prowadzone były radzieckie próby z bronią jądrową.
W 1992 stworzyła EcoCenter (Karaganda Ecological Center). Jego celem jest informowanie ludzi o wpływie radiacji na ich środowisko. Gdy w 2001 Kazatomprom, komercyjne ramię Kazachskiego Państwowego Komitetu Energii Atomowej, wspierało próby wprowadzenia prawa umożliwiającego komercyjny import odpadów nuklearnych, przeprowadziła skuteczną kampanię, która to uniemożliwiła. Za tę kampanię została nagrodzona w 2005 ekologiczną Nagrodą Goldmanów.
Jest również współzałożycielką Women's Earth Alliance – organizacji wspierającej młode kobiety w zdobywaniu wiedzy i narzędzi, które pomogą im chronić środowisko naturalne.